# Colonna della Santissima Trinità
La colonna della Santissima Trinità, il ceco Sloup Nejsvětější Trojice, è un imponente monumento barocco che domina la centrale Piazza Superiore della città di Olomouc, nella Repubblica Ceca.
Venne costruita tra il 1716 e il 1754 con l'obiettivo principale di creare una spettacolare celebrazione della fede cattolica, come voto al termine di una pestilenza che colpì la Moravia (ora in Repubblica Ceca) tra il 1714 e il 1716. La colonna rappresenta anche il senso di appartenenza alla città, in quanto tutti gli artisti e gli artigiani che lavorarono al monumento erano cittadini di Olomouc e quasi tutti i santi rappresentati erano in relazione con la città.
Alto 35 metri è il più importante gruppo scultoreo barocco della Repubblica Ceca. Nel 2000 venne incluso fra i patrimoni dell'umanità dell'UNESCO per essere "uno dei più eccezionali esempi di espressione artistica barocca dell'Europa centrale".

## Storia

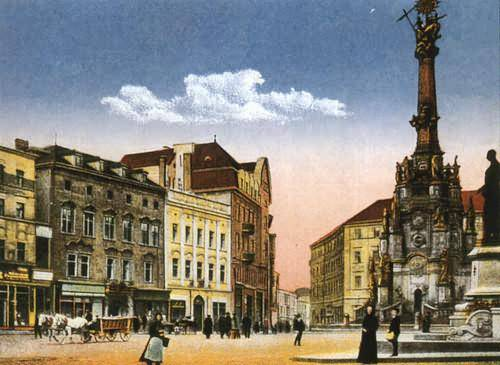
Foto storica della colonna della Santissima Trinità a Olomouc

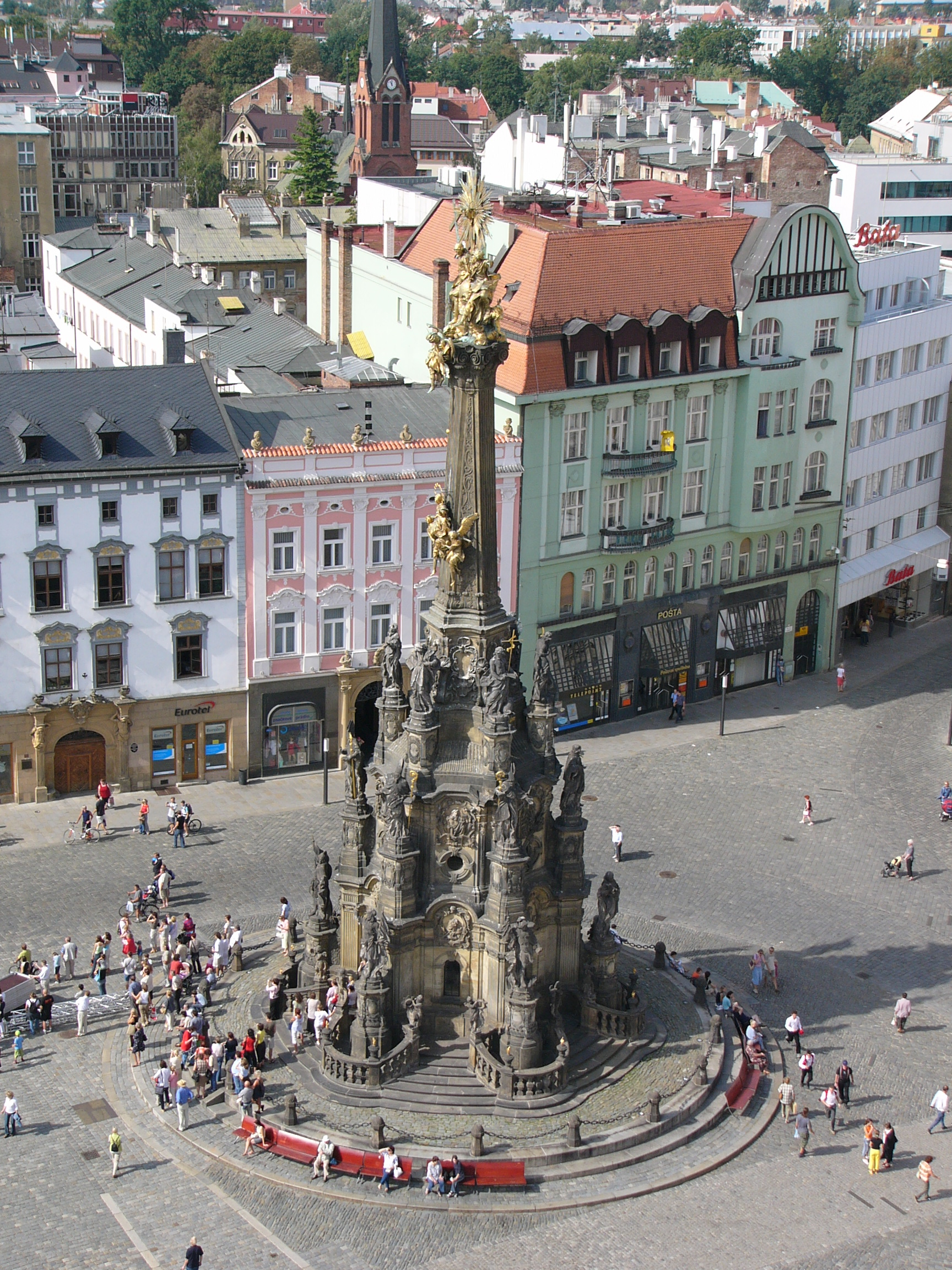
La colonna vista dall'alto

Secondo la valutazione ICOMOS del patrimonio, "la costruzione della Colonna Mariana nelle piazze della città è un fenomeno esclusivo barocco, post-tridentino. Le sue origini iconografiche risalgono all'Apocalisse di san Giovanni. Si suppone che il modello usato per la costruzione sia la colonna situata davanti alla basilica di Santa Maria Maggiore a Roma del 1614.
Questo monumento fu per Olomouc il culmine del lavoro di numerosi artisti e maestri artigiani, ma non le portò molta fortuna. La prima persona a morire durante il lavoro fu Wenzel Render, architetto imperiale. Fu il primo ad avere l'idea del monumento, lo ideò, ne costruì la prima parte e contribuì a finanziarlo. I suoi successori Franz Thoneck, Johann Wenzel Rokický e Augustin Scholtz fecero la stessa fine non vedendo terminata la costruzione della colonna; l'opera venne completata da Johann Ignaz Rokický. La splendida scultura decorativa venne iniziata da Phillip Sattler. Dopo la sua morte, il lavoro venne proseguito da Andreas Zahner che creò 18 sculture e 9 rilievi in 7 anni. L'orafo Simon Forstner, creò decorazioni in foglia oro della Trinità e dell'Assunzione di Maria, e ricevette maggior fortuna dei predecessori riuscendo a completare il lavoro. Nonostante tutto ci rimise la salute visto che durante la lavorazione respirò un composto tossico di mercurio necessario per eseguire la tecnica che lo rese famoso.

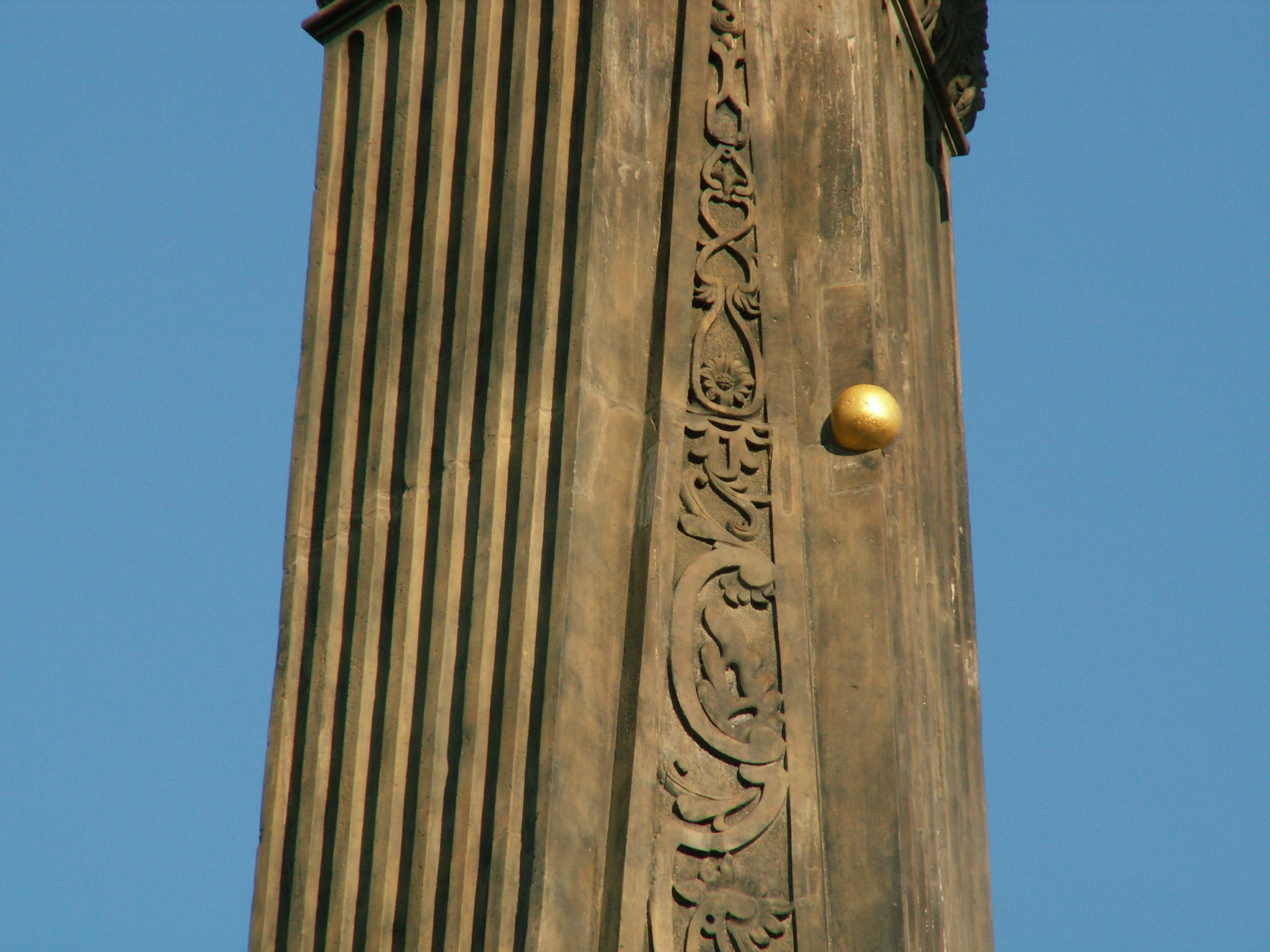
Una palla in foglia oro ricorda che la colonna venne colpita più volte dai cannoni prussiani durante l'assedio di Olomouc del 1758

Dopo il termine dei lavori (1754) la colonna divenne motivo d'orgoglio per Olomouc, soprattutto per il fatto che tutti coloro che ci avevano messo mano erano cittadini locali. La colonna fu consacrata durante una grande celebrazione a cui parteciparono l'imperatrice Maria Teresa d'Austria e il marito Francesco I.
Solo durante la guerra dei sette anni, quando Olomouc venne assediata dall'esercito prussiano e la colonna venne colpita da cannonate numerose volte, i cittadini mostrarono il loro coraggio durante una processione fatta per pregare il generale nemico di risparmiare il monumento. Il generale James Keith rispettò i loro desideri. La colonna venne riparata poco dopo il termine del conflitto e una copia in foglia oro del bombardamento venne scolpita all'interno dello stemma, al fine di ricordare l'evento.

## Descrizione

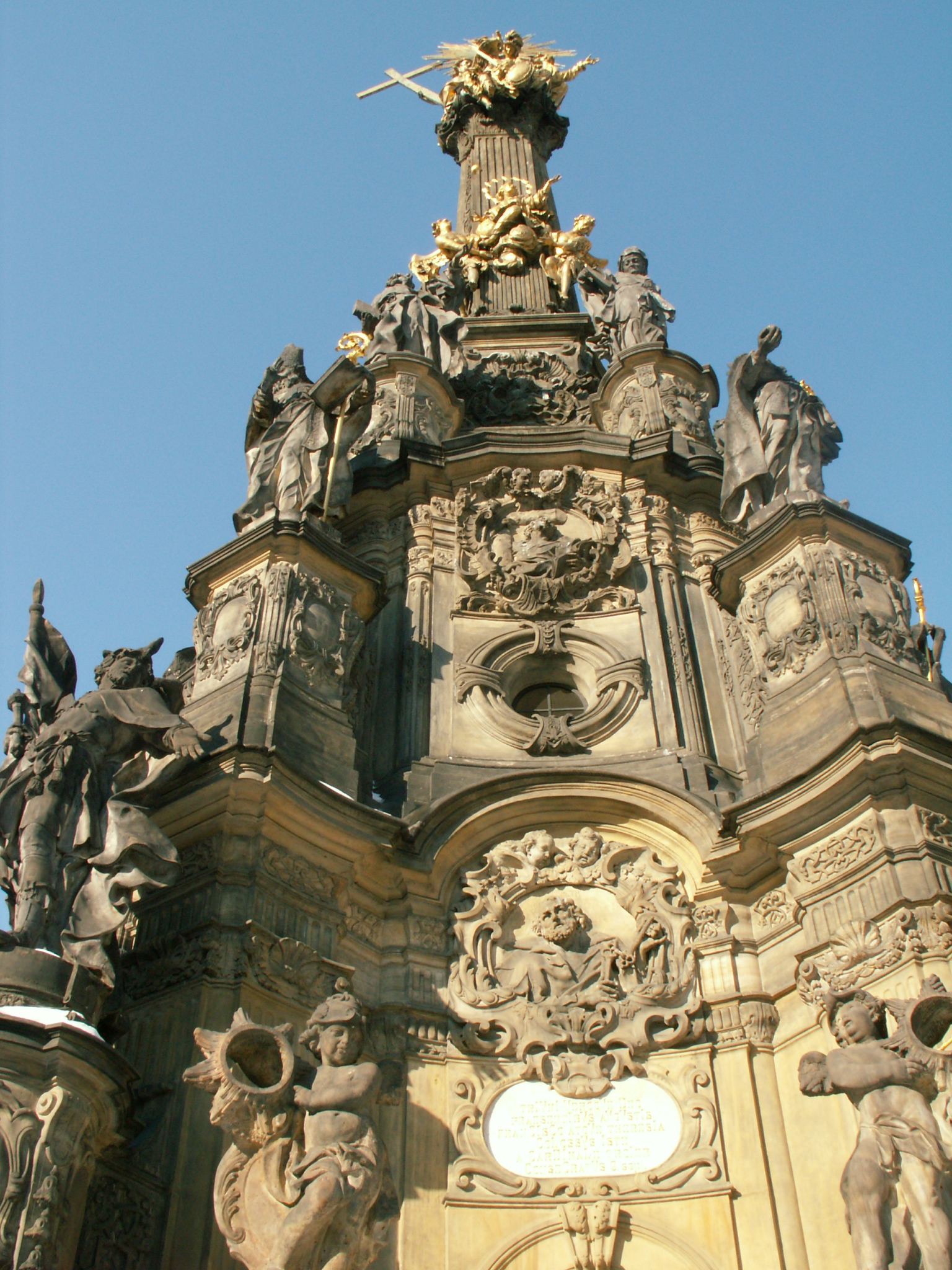
Particolare

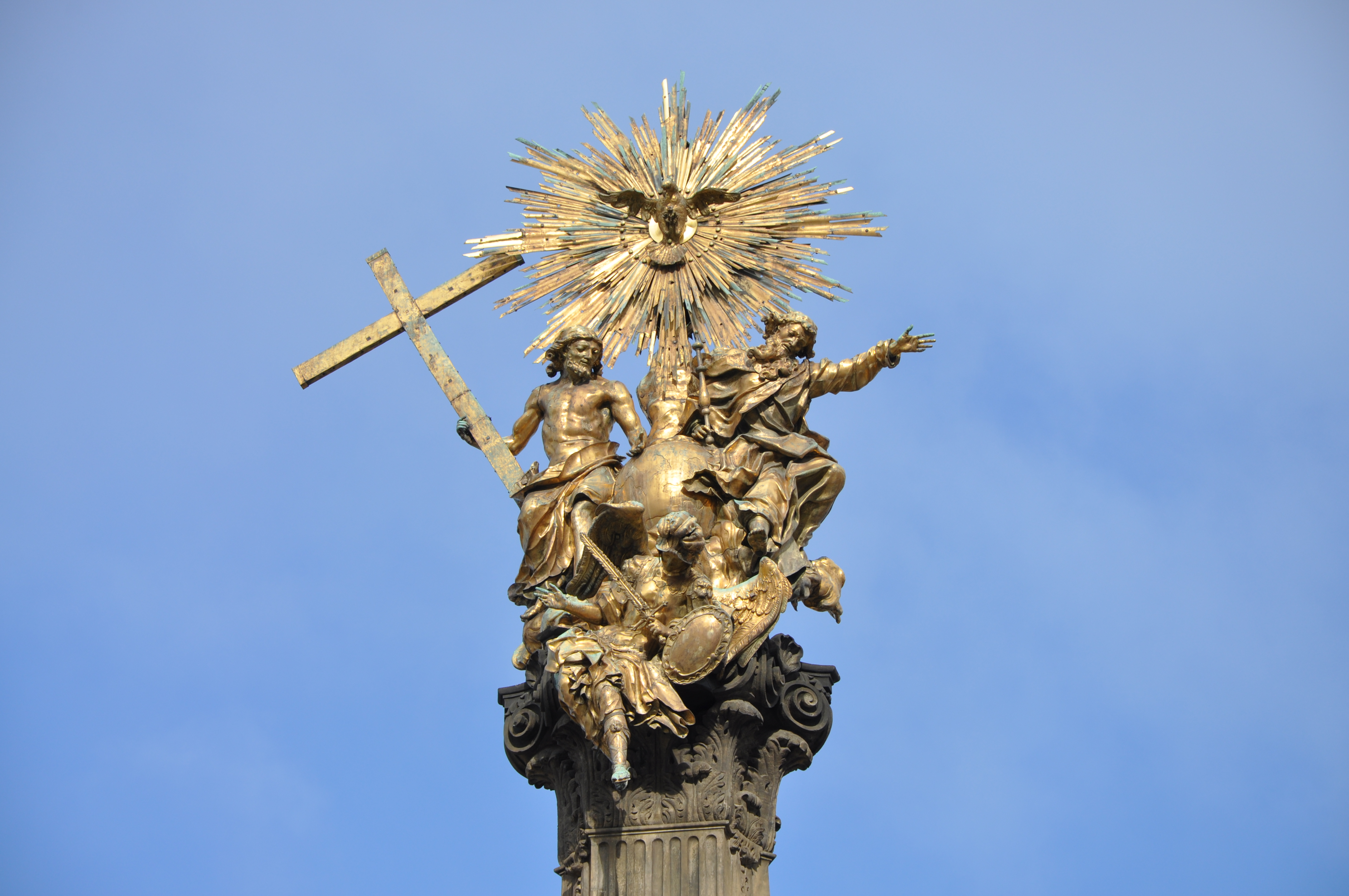
Statua in foglia oro della Trinità sulla cima della colonna

La colonna è dominata da una scultura in foglia oro della Trinità accompagnata dall'Arcangelo Gabriele, subito sopra all'Assunzione di Maria.
La base della colonna, su tre livelli, è circondata da 18 sculture di santi e 14 rilievi in cartigli elaborati. Al livello superiore si trovano i santi collegati alla vita terrena di Gesù - i nonni materni santi Anna e Gioacchino, il padre putativo san Giuseppe e san Giovanni Battista, che preparò la sua venuta - accompagnati da san Lorenzo e san Girolamo, santi a cui è dedicata la cappella del municipio di Olomouc. Tre rilievi rappresentano le tre virtù teologali: fede, speranza e carità.
Sotto a loro il secondo livello è dedicato ai santi moravi: i santi Cirillo e Metodio, che arrivarono nella Grande Moravia per portare la cristianità nell'863 (san Metodio divenne arcivescovo di Moravia), san Biagio, a cui è dedicata una delle maggiori chiese di Olomouc, e i patroni della vicina Boemia sant'Adalberto e san Giovanni Nepomuceno, il cui culto è molto sentito nella regione.
Al livello inferiore vi sono il patrono austriaco san Maurizio e quello boemo san Venceslao a cui sono dedicate due differenti chiese, un secondo patrono austriaco quale san Floriano, protettore contro i disastri come gli incendi, san Giovanni da Capestrano che amava pregare ad Omolouc, Sant'Antonio di Padova, francescano a cui è dedicato un importante monastero della città e san Luigi Gonzaga, patrono degli studenti. Quest'ultima scultura mostra l'orgoglio che la città nutre per la sua università, l'Università Palacký.
Rilievi dei dodici Apostoli si trovano in mezzo a tutte queste sculture.

## San Giovanni Sarkander

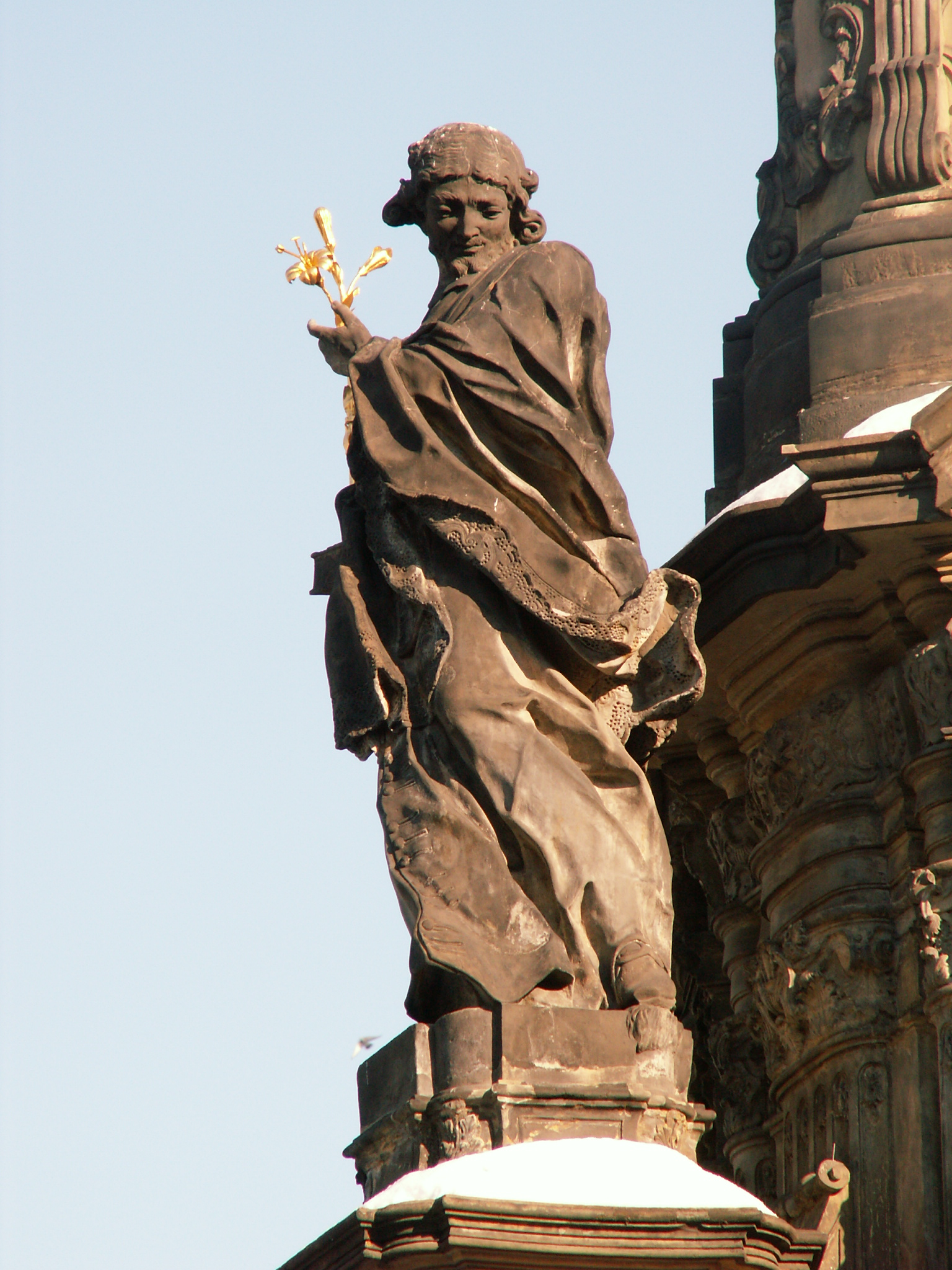
Statua di san Giovanni Sarkander sulla Colonna della Santissima Trinità

L'ultimo santo della lista è san Giovanni Sarkander, la cui statua (con in mano un giglio quale simbolo di purezza) si trova al secondo livello. Giovanni Sarkander fu un prete torturato a morte nella prigione di Omolouc all'inizio della Guerra dei trent'anni perché si rifiutò di rompere il segreto confessionale. La decisione di raffigurarlo sul monumento fu straordinaria e violò la tradizione dal momento che Sarkander non era ancora stato canonizzato né beatificato in quel periodo, portando a problemi con la Santa Sede. In ogni caso il culto di questo martire era talmente sentito che gli artigiani locali decisero di correre il rischio. Sarkander venne beatificato nel 1859 e canonizzato nel 1995 in occasione della visita di papa Giovanni Paolo II.

## Cappella interna

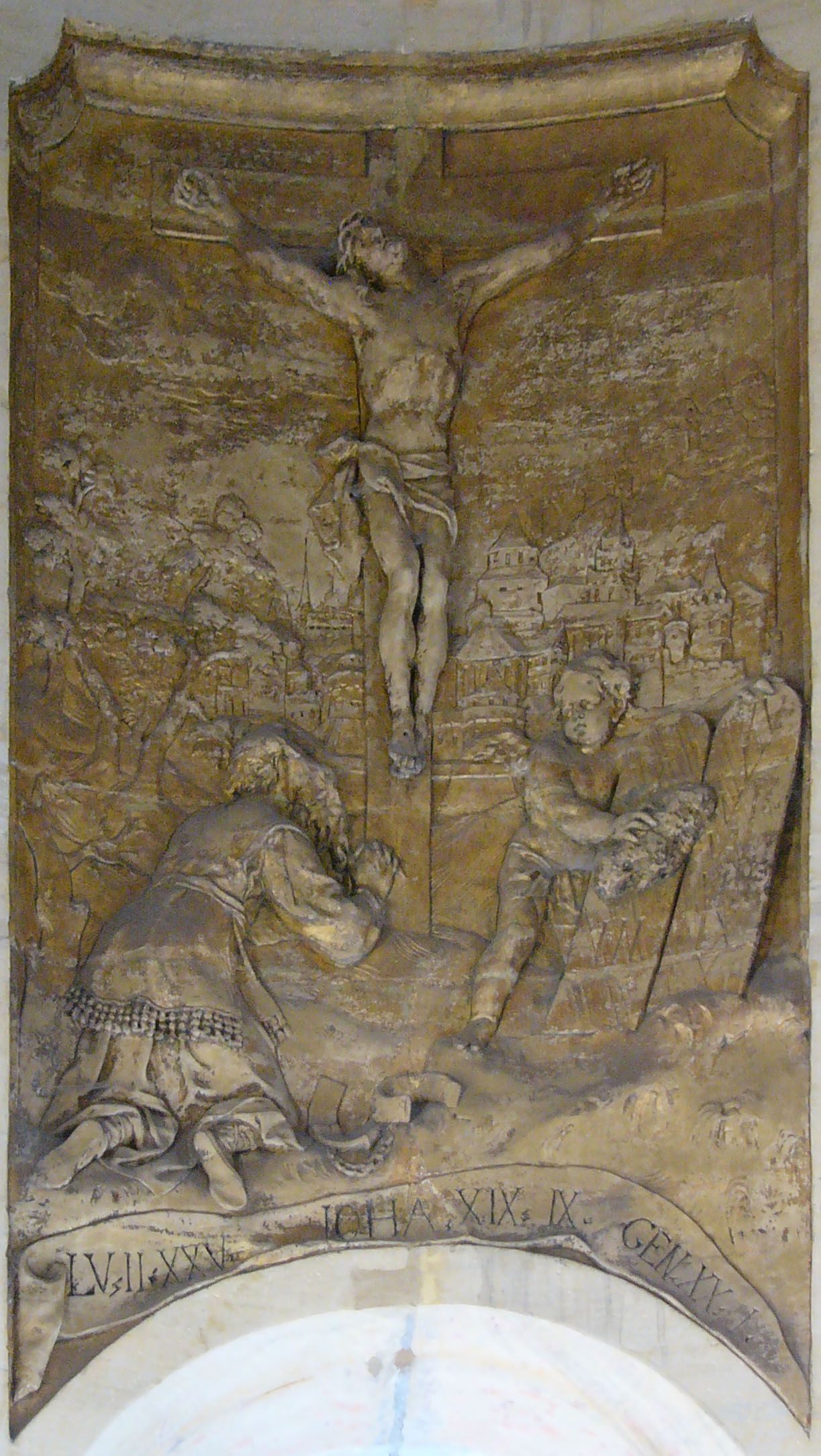
Rilievo raffigurante la crocifissione

La colonna ospita anche una piccola cappella con rilievi raffiguranti Caino che sacrifica il proprio raccolto, Abele che sacrifica il proprio miglior agnello, il primo sacrificio di Noè dopo il diluvio, Abramo che sacrifica il figlio Isacco e la morte di Gesù. Le città di Gerusalemme ed Olomouc si riconoscono sullo sfondo di quest'ultimo rilievo.